# Canso (cratera)
Canso é uma cratera de impacto marciana. Ela se situa a aproximadamente 450 km a oeste do aterrissador Viking 1, pouco a nordeste de Lunae Planum, e oeste de Chryse Planitia, no quadrângulo de Lunae Palus.  A cratera recebeu o nome de Canso, uma vila pesqueira de Nova Escócia, Canadá.  Esse nome foi adotado oficialmente para nomenclatura da superfície marciana em 1988 pela União Asstronômica Internacional e Working Group for Planetary System Nomenclature (IAU/WGPSN). 